# Saulx (Haute-Saône)
Pour les articles homonymes, voir Saulx.
Saulx, parfois appelé Saulx-de-Vesoul, est une commune française située dans le département de la Haute-Saône, la région culturelle et historique de Franche-Comté et la région administrative Bourgogne-Franche-Comté. Elle est le siège de la communauté de communes du Triangle Vert.
Occupée au moins depuis le Moyen Âge central, Saulx est le siège d'une prévôté domaniale du XIIe siècle à la Révolution française.
C'est un bourg peuplé par 875 habitants en 2022, construit sur une colline dominant des plaines vallonnées.

## Géographie

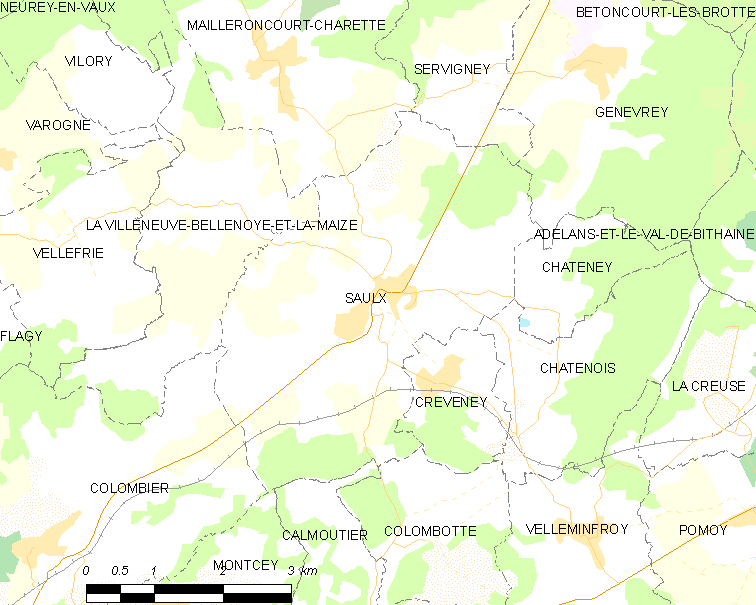
Situation de Saulx.

### Localisation
Saulx est située en région Bourgogne-Franche-Comté, dans le Grand Est français ; entre trois villes du département de la Haute-Saône : la préfecture Vesoul (12 km), Luxeuil-les-Bains (15 km) et Lure (16 km).

### Géologie et relief
- Bourg et limites communales
- Marnes ou grès du Rhétien (I1)
- Calcaires à gryphées du Sinémurien inférieur (I2-3)
- Marnes grises du Sinémurien supérieur (I3b)
- Calcaires à bélemnites du Pliensbachien inférieur (I3-4)
- Calcaires marneux du Pleinsbachien supérieur (I4)
- Schistes bitumineux du Toarcien inférieur (I5a
- Marnes du Toarcien supérieur (I5-6)
- Alluvions récentes (Fz)
- Filons de quartz dans les failles (Q)
- Éboulis (E)

Carte géologique de Saulx et des communes limitrophes.
Bourg et limites communales
Marnes ou grès du Rhétien (I1)
Calcaires à gryphées du Sinémurien inférieur (I2-3)
Marnes grises du Sinémurien supérieur (I3b)
Calcaires à bélemnites du Pliensbachien inférieur (I3-4)
Calcaires marneux du Pleinsbachien supérieur (I4)
Schistes bitumineux du Toarcien inférieur (I5a
Marnes du Toarcien supérieur (I5-6)
Alluvions récentes (Fz)
Filons de quartz dans les failles (Q)
Éboulis (E)
: Failles

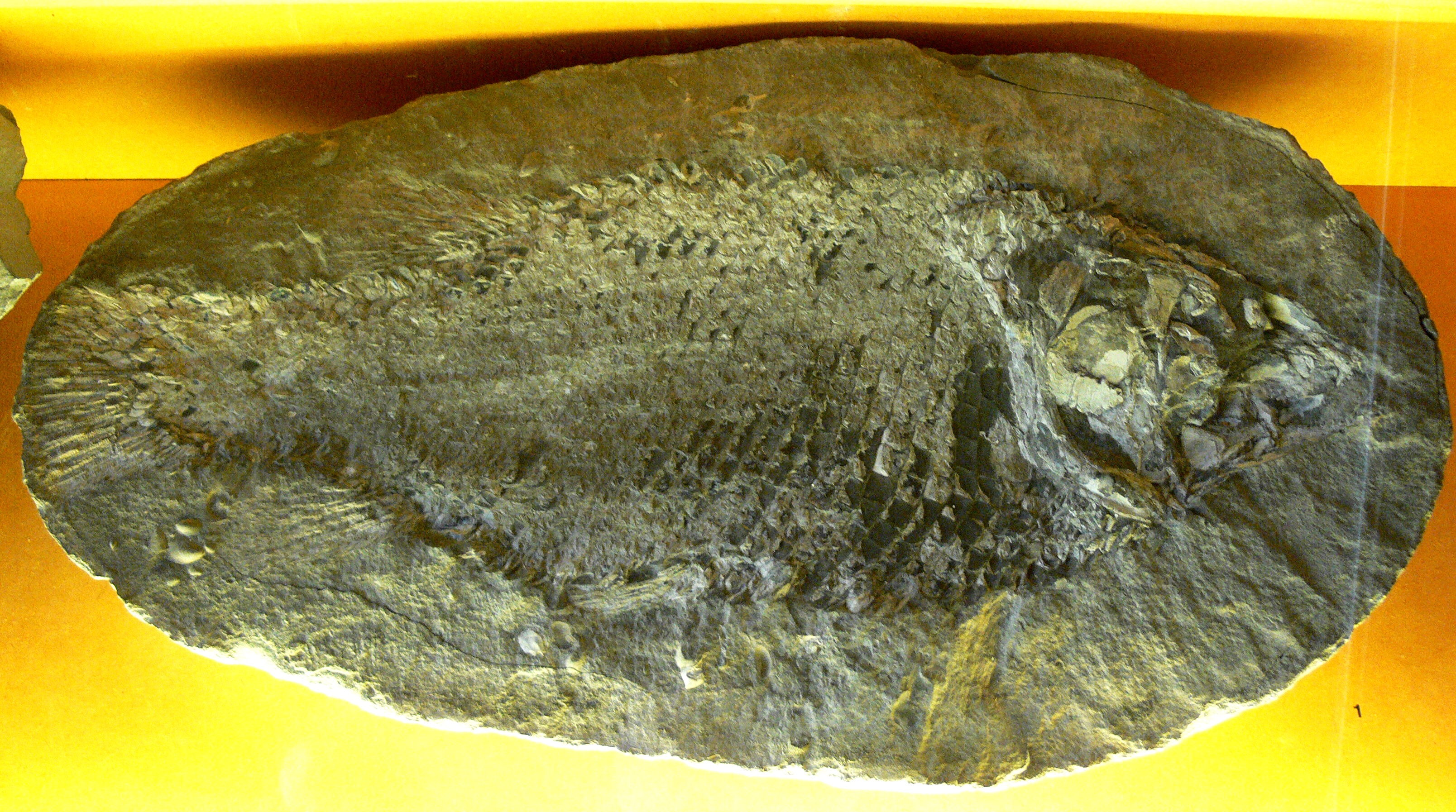
Lepidotes elvensis trouvé en 1883 dans les schistes de Saulx.

La commune culmine à 300 mètres d’altitude surplombant une plaine vallonnée. Seul, émerge son clocher panoramique en terrasse à l'Italienne avec son belvédère. Le bourg est situé sur un promontoire de schiste bitumineux daté du Toarcien (I5a) qui s'étend également plus au sud, en passant par Creveney où il est exploité pour son huile de schiste dans les années 1930.

### Hydrographie
Le Bognon et le Durgeon, affluents de la Saône, s'écoulent au pied du bourg. Un étang est situé à l'Est.

### Climat
Pour des articles plus généraux, voir Climat de la Bourgogne-Franche-Comté et Climat de la Haute-Saône.
En 2010, le climat de la commune est de type climat des marges montargnardes, selon une étude du Centre national de la recherche scientifique s'appuyant sur une série de données couvrant la période 1971-2000. En 2020, Météo-France publie une typologie des climats de la France métropolitaine dans laquelle la commune est exposée à un climat semi-continental et est dans la région climatique  Lorraine, plateau de Langres, Morvan, caractérisée par un hiver rude (1,5 °C), des vents modérés et des brouillards fréquents en automne et hiver. 
Pour la période 1971-2000, la température annuelle moyenne est de 10,1 °C, avec une amplitude thermique annuelle de 17,4 °C. Le cumul annuel moyen de précipitations est de 1 105 mm, avec 13,1 jours de précipitations en janvier et 10,1 jours en juillet. Pour la période 1991-2020, la température moyenne annuelle observée sur la station météorologique installée sur la commune est de 10,9 °C et le cumul annuel moyen de précipitations est de 1 066,3 mm. 
La température maximale relevée sur cette station est de 39,5 °C, atteinte le 25 juillet 2019 ; la température minimale est de −21 °C, atteinte le 13 janvier 1987,,. 
| Mois                                  | jan.           | fév.          | mars         | avril       | mai           | juin          | jui.          | août         | sep.            | oct.        | nov.           | déc.         | année     |
| ------------------------------------- | -------------- | ------------- | ------------ | ----------- | ------------- | ------------- | ------------- | ------------ | --------------- | ----------- | -------------- | ------------ | --------- |
| Température minimale moyenne (°C)     | −0,8           | −0,8          | 1,7          | 4,3         | 8,2           | 11,7          | 13,5          | 13,3         | 9,7             | 6,7         | 2,6            | 0,1          | 5,8       |
| Température moyenne (°C)              | 2,4            | 3,3           | 7            | 10,3        | 14,3          | 17,9          | 19,9          | 19,7         | 15,5            | 11,4        | 6,3            | 3,2          | 10,9      |
| Température maximale moyenne (°C)     | 5,6            | 7,5           | 12,3         | 16,4        | 20,3          | 24,1          | 26,3          | 26           | 21,4            | 16,2        | 9,9            | 6,3          | 16        |
| Record de froid (°C) date du record   | −21 13.01.1987 | −16 12.02.12  | −14 01.03.05 | −7 08.04.03 | −2 15.05.1995 | 2 02.06.06    | 5 13.07.1990  | 3 29.08.1993 | −0,5 30.09.1995 | −6 29.10.12 | −10,5 30.11.10 | −18 20.12.09 | −21 1987  |
| Record de chaleur (°C) date du record | 16,5 11.01.08  | 22,5 27.02.19 | 26 30.03.21  | 29 21.04.18 | 32,5 25.05.09 | 37,5 26.06.19 | 39,5 25.07.19 | 39 07.08.15  | 33,5 15.09.20   | 29 07.10.09 | 23,5 07.11.15  | 18 17.12.15  | 39,5 2019 |
| Précipitations (mm)                   | 87             | 76,1          | 75,2         | 71,6        | 101,6         | 85,9          | 86,9          | 85,9         | 85,6            | 102,5       | 102,4          | 105,6        | 1 066,3   |

| Diagramme climatique                                  |             |             |             |              |              |              |            |             |              |             |             |
| J                                                     | F           | M           | A           | M            | J            | J            | A          | S           | O            | N           | D           |
| 5,6−0,887                                             | 7,5−0,876,1 | 12,31,775,2 | 16,44,371,6 | 20,38,2101,6 | 24,111,785,9 | 26,313,586,9 | 2613,385,9 | 21,49,785,6 | 16,26,7102,5 | 9,92,6102,4 | 6,30,1105,6 |
| Moyennes : • Temp. maxi et mini °C • Précipitation mm |             |             |             |              |              |              |            |             |              |             |             |

Les paramètres climatiques de la commune ont été estimés pour le milieu du siècle (2041-2070) selon différents scénarios d'émission de gaz à effet de serre à partir des nouvelles projections climatiques de référence DRIAS-2020. Ils sont consultables sur un site dédié publié par Météo-France en novembre 2022.

### Faune et flore
Saulx dans un espace majoritairement défriché, occupé par des exploitations agricoles. La commune compte 111 espèces indigènes (en particulier les genres Carex, Ophrys et Orchis), 7 espèces introduites parmi lesquelles deux sont envahissantes (Solidago gigantea et Fallopia japonica).

## Urbanisme

### Typologie
Au 1er janvier 2024, Saulx est catégorisée commune rurale à habitat dispersé, selon la nouvelle grille communale de densité à sept niveaux définie par l'Insee en 2022.
Elle est située hors unité urbaine. Par ailleurs la commune fait partie de l'aire d'attraction de Vesoul, dont elle est une commune de la couronne,. Cette aire, qui regroupe 158 communes, est catégorisée dans les aires de 50 000 à moins de 200 000 habitants,.

### Occupation des sols
L'occupation des sols de la commune, telle qu'elle ressort de la base de données européenne d’occupation biophysique des sols Corine Land Cover (CLC), est marquée par l'importance des territoires agricoles (78 % en 2018), en diminution par rapport à 1990 (81,5 %). La répartition détaillée en 2018 est la suivante : 
prairies (33,3 %), zones agricoles hétérogènes (23,6 %), terres arables (21,1 %), forêts (16,4 %), zones urbanisées (5,6 %). L'évolution de l’occupation des sols de la commune et de ses infrastructures peut être observée sur les différentes représentations cartographiques du territoire : la carte de Cassini (XVIIIe siècle), la carte d'état-major (1820-1866) et les cartes ou photos aériennes de l'IGN pour la période actuelle (1950 à aujourd'hui).

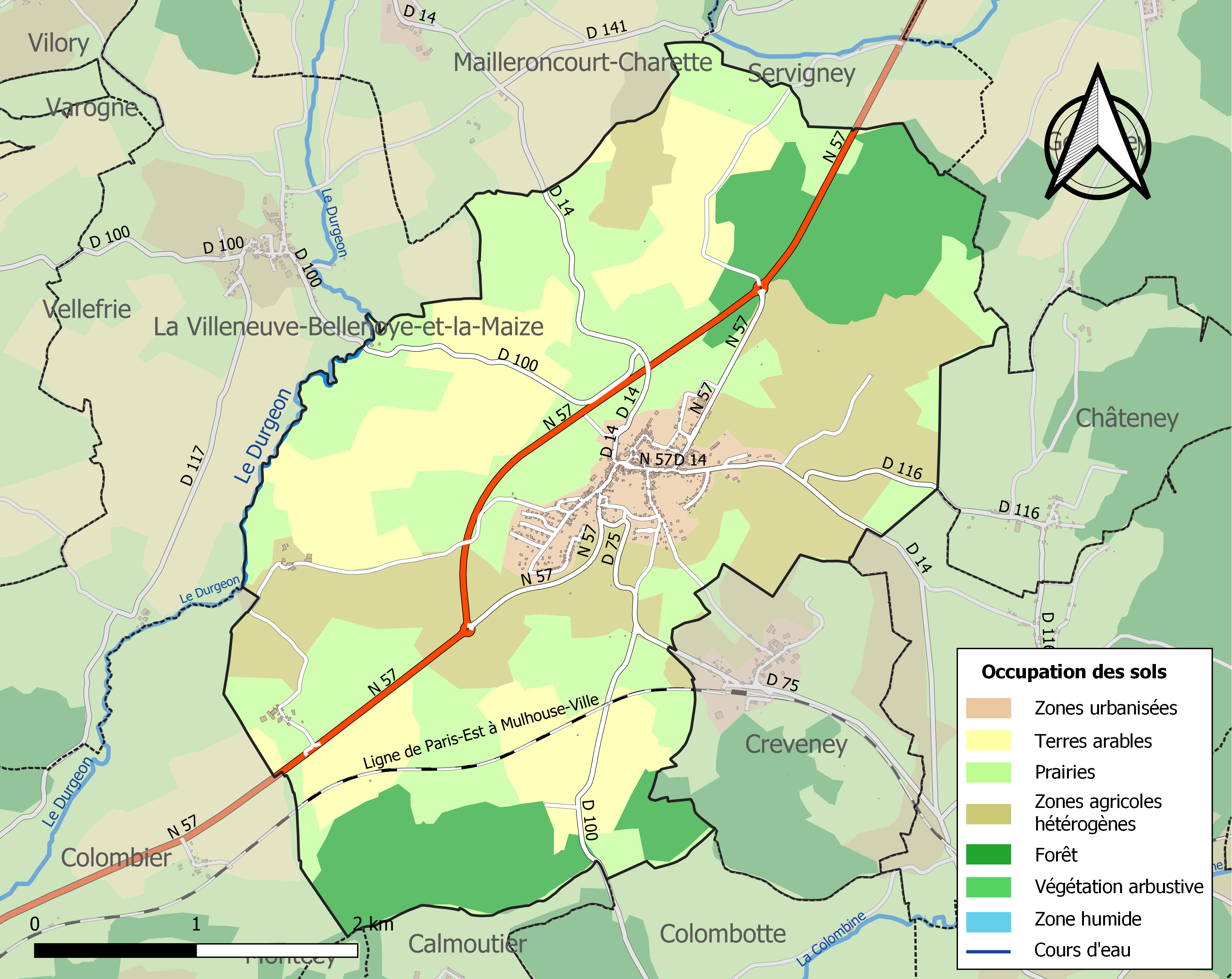
Carte des infrastructures et de l'occupation des sols de la commune en 2018 (CLC).

### Morphologie du bâti

Développement urbain de Saulx.

Saulx est un bourg dont l'habitat est concentré autour du centre-ville et le long des départementales qui traversent la commune.

### Logement
En 2016, le nombre total de logements à Saulx était de 388 dont 356 résidences principales, 11 résidences secondaires et logements occasionnels et 21 logements vacants.
La commune totalisait 309 maisons et 76 appartements. La proportion des résidences principales, propriétés de leurs occupants était de 91,7 %, en 2016. Il existe 34 logements HLM sur la commune soit 9,5 % des logements.

### Urbanisme et paysage
La commune dispose d'un plan local d'urbanisme (PLU) et fait partie du SCOT du pays des Vosges saônoises.

### Risques naturels et technologiques
La commune est installée sur une zone sismique de niveau 3. Il existe des risques géologiques d'affaissement, de glissement de terrain, de tassement différentiel et d’effondrement localisés à cause de la présence de cavités souterraines naturelles. Il existe également des risques liés au transport de matières dangereuses.

### Transport et voies de communications

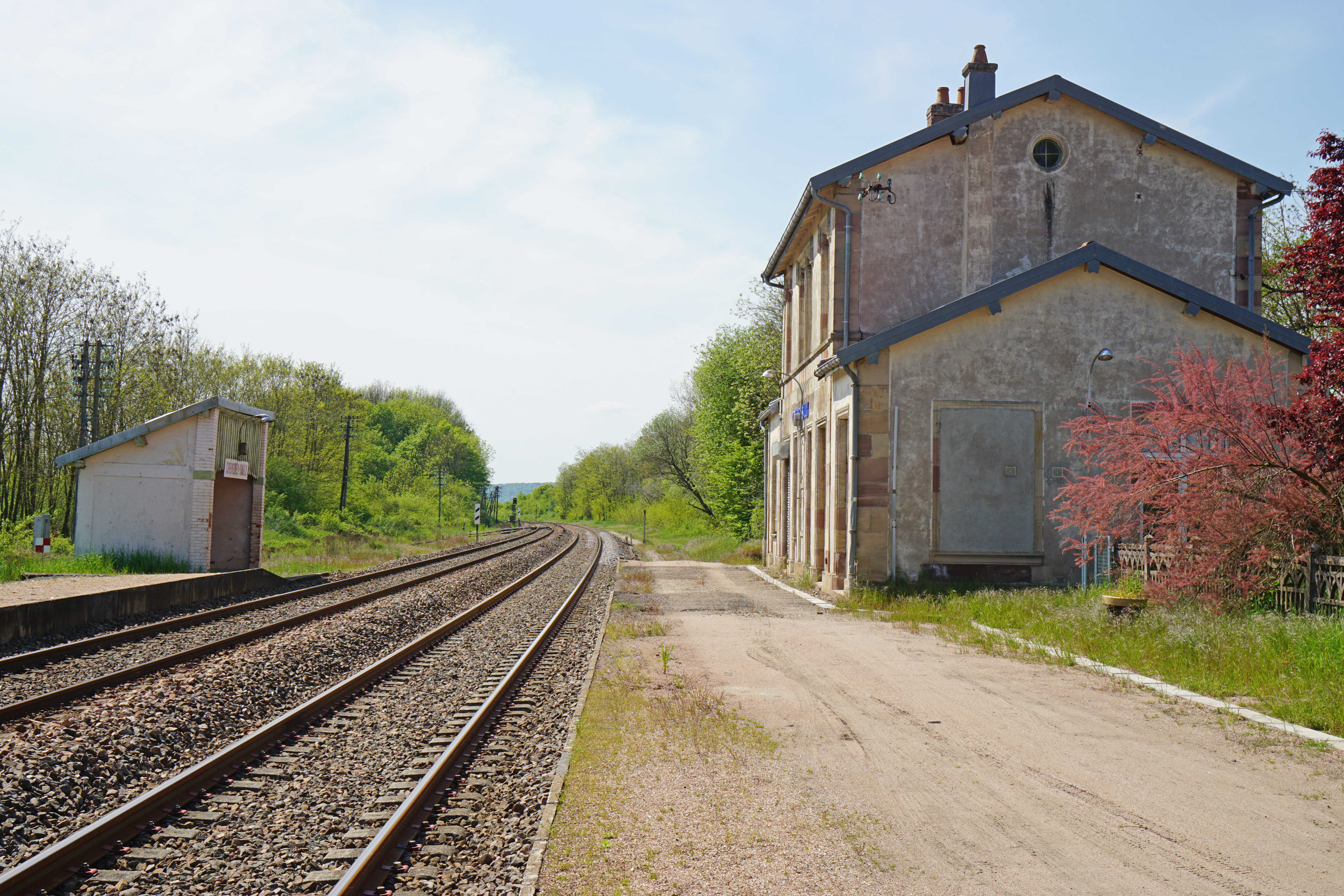
L'ancienne gare de Creveney - Saulx.

La gare de Vesoul, établie à 13 km, sur la ligne de Paris-Est à Mulhouse-Ville est la plus proche de Saulx depuis la fermeture de la gare de Creveney - Saulx.
La commune est traversée sur la longueur par la nationale 57 qui relie Vesoul et Luxeuil-les-Bains. Un contournement routier est construit de 2015 à 2017 pour désengorger le centre-ville et éviter la traversée des poids lourds. La commune est également située à proximité de la nationale 19 qui permet de rejoindre Lure.
Le seul transport en commun est l'autobus, la commune est desservie par le réseau interurbain de la Bourgogne-Franche-Comté (Mobigo) reprenant anciennes les lignes saônoises.

## Toponymie
Du gaulois salico (« saule »).

## Histoire

### Du Moyen Âge aux temps modernes
La date de fondation de Saulx est inconnue, mais une pierre du portail de l’ancienne église porte l'année 1101 en inscription. Un ancien tombeau datant d'avant le XIIe siècle est découvert à proximité. Au XIIe siècle, Saulx est le siège d'une prévôté domaniale. La famille de Saulx dirigeait le secteur jusqu'au XVIe siècle avant que la seigneurie deviennet la propriété de Jean de Vy puis à la famille de Saint-Mauris-en-Montagne du XVIIe siècle à la Révolution française. L'abbaye de Bithaine, la famille Vuilleret et le chapitre de Vesoul y avait des droits de perception.
En 1333, le bailliage d'Amont, l'un des trois bailliages de Franche-Comté, ayant pour capitale Vesoul, est créé par Philippe VI de France. Le territoire de Saulx y est rattaché. En 1493, à la Renaissance, le village et toute la Franche-Comté appartiennent à l'Empire germanique des Habsbourg d'Espagne.
Un fait historique marquant de la guerre de Dix Ans est l'attaque des Convois près de la forêt de la Reculée le 25 juillet 1642.

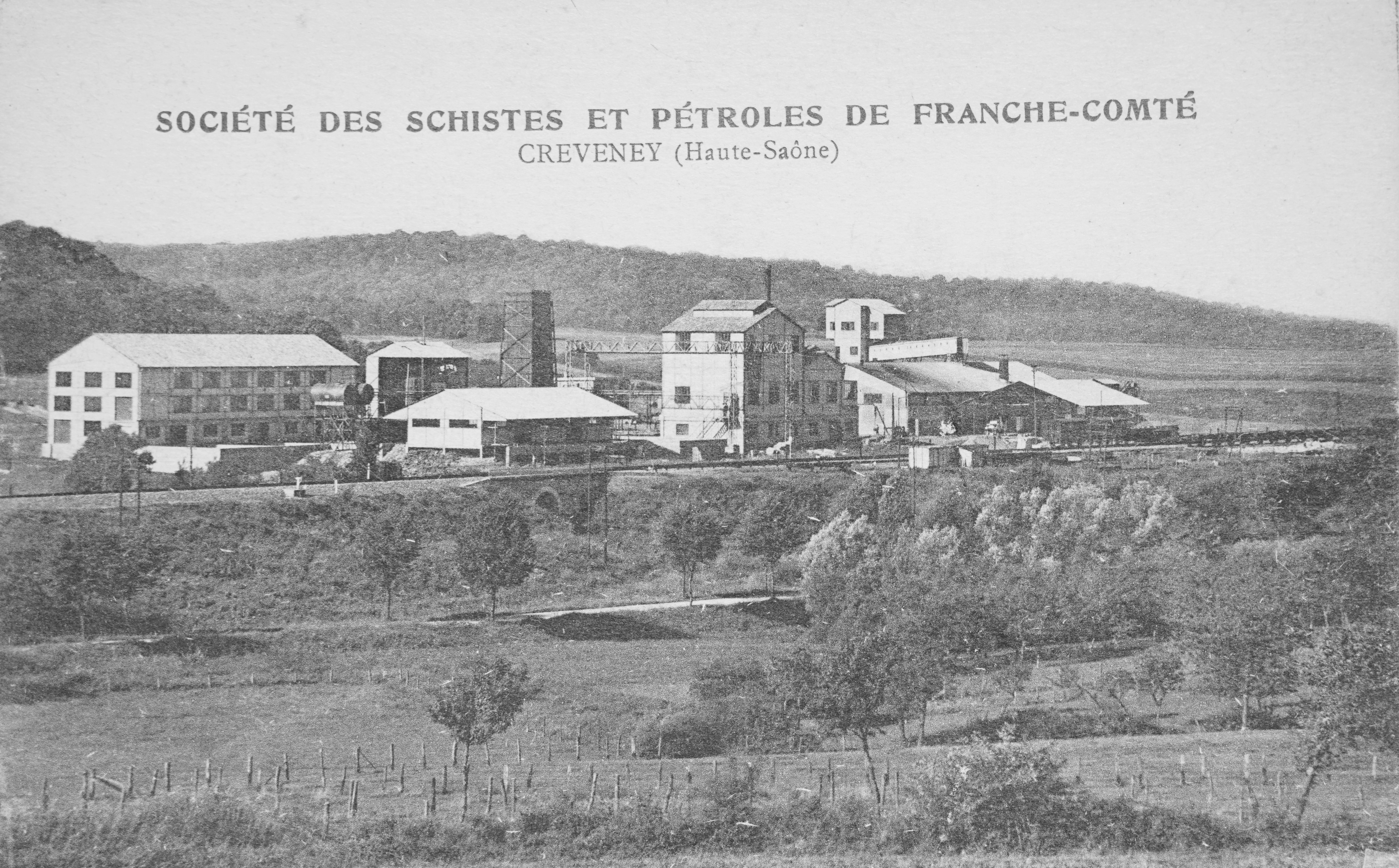
L'usine de transformation du schiste à Creveney.

### Industrialisation
L'exploitation du schiste bitumineux dans la commune voisine de Creveney (à 1 km), permet l'extraction de 20 000 tonnes de ce matériau entre 1929 et 1936 pour en tirer de l'huile de schiste et emploie plusieurs dizaines d'habitants de Saulx.
L'exploitation de ces hydrocarbures est facilitée par la création, dans les années 1930, d'un embranchement particulier entre l'usine et la Gare de Creveney - Saulx, ouverte en 1858.

## Politique et administration

### Rattachements administratifs et électoraux
La commune fait partie de l'arrondissement de Lure du département de la Haute-Saône,  en région Bourgogne-Franche-Comté. Pour l'élection des députés, elle dépend de la deuxième circonscription de la Haute-Saône.
Saulx était depuis 1793 le chef-lieu du canton de Saulx. Dans le cadre du redécoupage cantonal de 2014 en France, la commune est rattachée au canton de Lure-1.

### Intercommunalité
La commune était le siège de la communauté de communes du Pays de Saulx, créée le 21 décembre 2001 et qui regroupait 17 communes et environ 3 700 habitants.
Dans le cadre des dispositions de la loi du 16 décembre 2010 de réforme des collectivités territoriales, qui prévoit toutefois d'achever et de rationaliser le dispositif intercommunal en France, et notamment d'intégrer la quasi-totalité des communes françaises dans des EPCI à fiscalité propre dont la population soit normalement supérieure à 5 000 habitants, le schéma départemental de coopération intercommunale de 2011 a prévu la fusion des communautés de communes : 
- du Pays de Saulx,  
- des grands bois 

des Franches Communes (sauf  Amblans et Genevreuille), et en y rajoutant la commune isolée de Velorcey, afin de former une nouvelle structure regroupant 42 communes et environ 11 200 habitants. Cette fusion est effective depuis le 1er janvier 2014 et a permis la création, à la place des intercommunalités supprimées, de  la Communauté de communes du Triangle Vert, dont Saulx est le siège.
- Carte départementale représentant l'ancienne communauté de communes du Pays de Saulx.
Carte départementale représentant en rouge la communauté de communes du Triangle Vert, créée en 2014.

### Tendances politiques et résultats
Au référendum sur le traité constitutionnel pour l'Europe du 29 mai 2005, le pourcentage d'habitants de Saulx qui ont voté contre la Constitution européenne est de 54,02 %, soit un résultat similaire à la moyenne nationale de 54,67 %.
À l'élection présidentielle française de 2007, le premier tour a vu se démarquer Nicolas Sarkozy (UMP) avec 30,02 % des votes et qui récolte 54,46 % au second tour contre 45,54 % pour Ségolène Royal (PS). À l'élection présidentielle française de 2012, c'est encore Nicolas Sarkozy qui arrive en tête avec 29,10 % des suffrages exprimés, suivie de François Hollande (PS) qui totalise 23,63 %. Au second tour, Nicolas Sarkozy obtient 56,04 % des suffrages exprimés.
Lors de l'élection présidentielle française de 2017, le premier tour voit se démarquer Marine Le Pen (FN) avec 29,41 %. Au second tour, cette dernière récolte 41,16 % des votes contre 58,84 % pour Emmanuel Macron (EM).

### Administration municipale

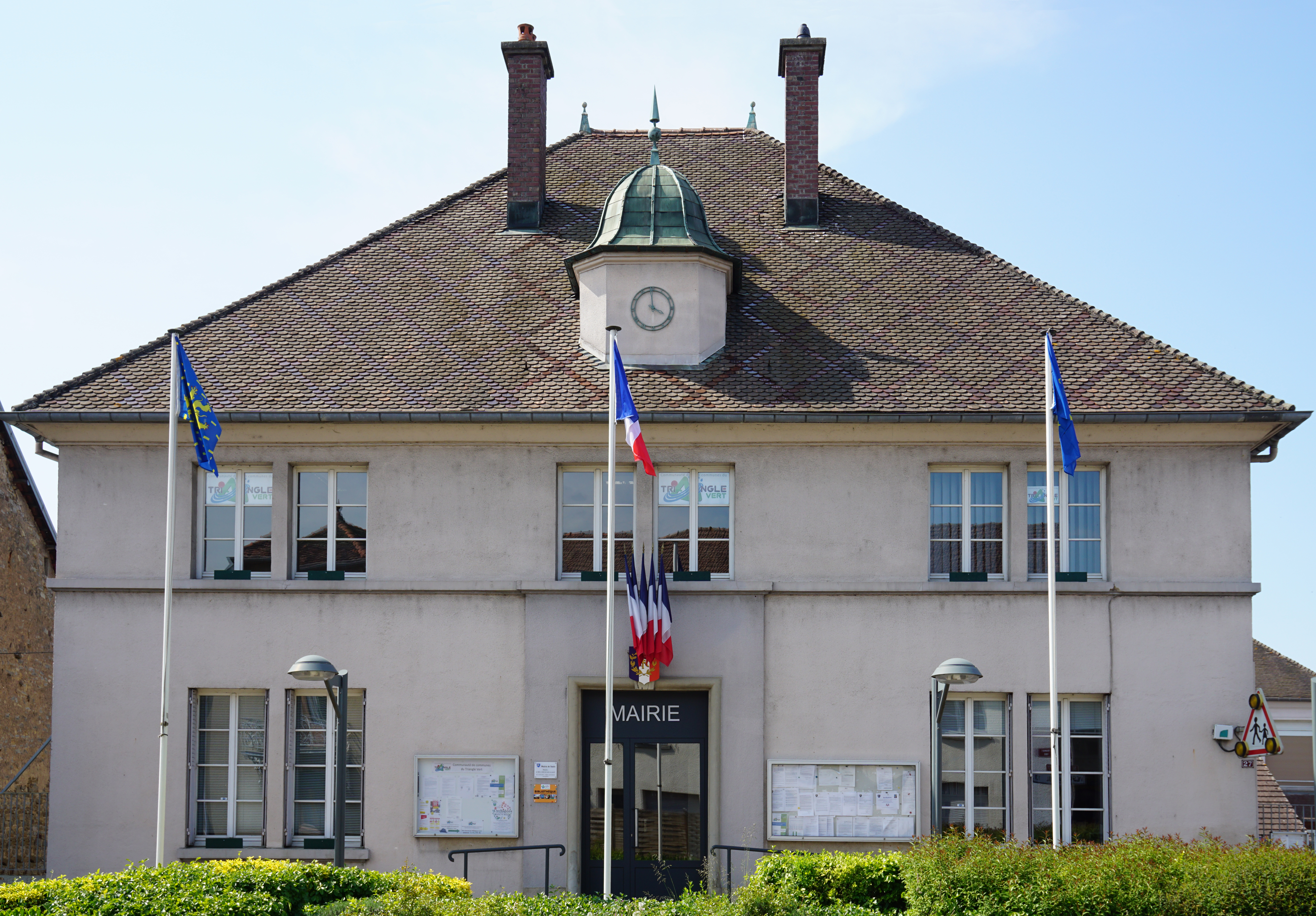
La mairie.

Le nombre d'habitants au dernier recensement étant compris entre 500 et 1 499, le nombre de membres du conseil municipal est de 15 ; il n'y a pas de groupe d’opposition.

### Liste des maires
| Période                                  | Période                      | Identité                 | Étiquette     | Qualité |
| ---------------------------------------- | ---------------------------- | ------------------------ | ------------- | --- |
| Les données manquantes sont à compléter. |                              |                          |               | |
|                                          |                              | Claude-Étienne Robert    |               | Médecin |
|                                          |                              | Jean Simon Eugène Michel |               | Professeur à la Faculté de Médecine de Nancy Conseiller général (1868 → 1883) Chevalier de la Légion d'Honneur |
|                                          |                              | Jules Viard              | Rad.          | Négociant Conseiller général (1892 → 1910)                                                                     |
| Les données manquantes sont à compléter. |                              |                          |               | |
| 1965                                     | après 1981                   | Jules Billing            | Rad. puis MRG | Médecin Conseiller général (1958 → 1982)                                                                       |
| Les données manquantes sont à compléter. |                              |                          |               | |
| mars 2001                                | juillet 2020                 | Christian Bresson        | UMP-LR        | Retraité Président de la CC du Pays de Saulx ( ? → 2013)                                                       |
| juillet 2020                             | En cours (au 4 juillet 2020) | Benjamin Gonzales        |               | Président de la CCTV (2020 →)                                                                                  |

### Finances locales
En 2015, les finances communales de la commune était constitué ainsi :
- total des produits de fonctionnement : 707 000 €, soit 787 € par habitant ;
- total des charges : 641 000 €, soit 713 € par habitant ;
- total des ressources d’investissement : 647 000 €, soit 720 € par habitant ;
- total des emplois d’investissement : 620 000 €, soit 690 € par habitant ;
- endettement : 1 162 000 €, soit 1 293 € par habitant.

Avec les taux de fiscalité suivants :
- taxe d'habitation : 12,60 % ;
- taxe foncière sur le bâti : 8,16 % ;
- taxe foncière sur les propriétés non bâties : 20,63 % ;
- taxe additionnelle à la taxe foncière sur les propriétés non bâties : 0,00 % ;
- cotisation foncière des entreprises : 0,00 %.

### Politique environnementale

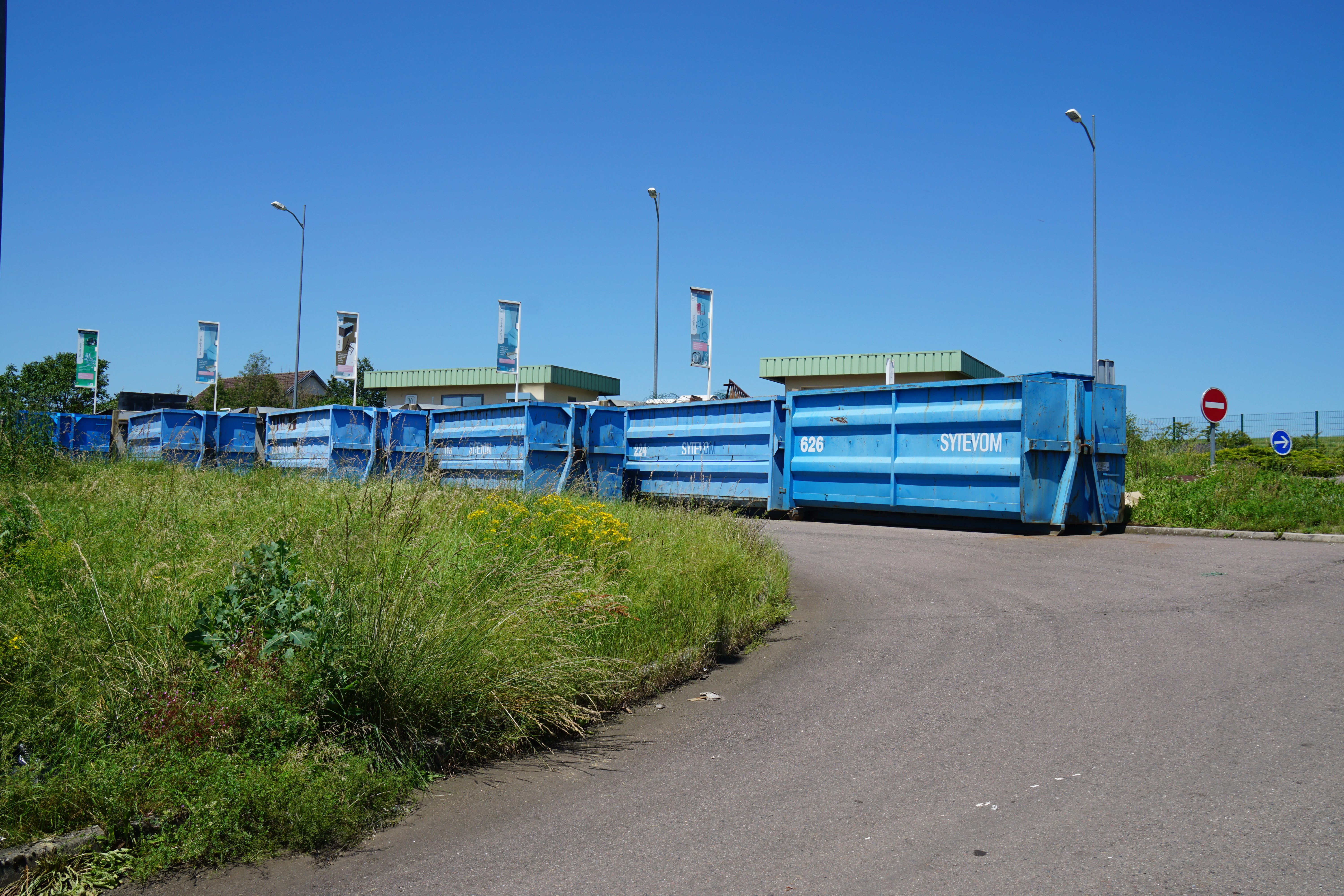
La déchèterie.

La commune dispose d'une déchèterie. Les ordures ménagères (OM) sont prises en charge par la SICTOM Val de Saône, des points d'apport volontaire (PAV) sont installés pour le tri des déchets.

### Jumelages
Au 9 septembre 2016, Saulx n'a signé aucun jumelage.

## Population et société

### Démographie
L'évolution du nombre d'habitants est connue à travers les recensements de la population effectués dans la commune depuis 1793. Pour les communes de moins de 10 000 habitants, une enquête de recensement portant sur toute la population est réalisée tous les cinq ans, les populations de référence des années intermédiaires étant quant à elles estimées par interpolation ou extrapolation. Pour la commune, le premier recensement exhaustif entrant dans le cadre du nouveau dispositif a été réalisé en 2008.

En 2022, la commune comptait 875 habitants, en évolution de −3,63 % par rapport à 2016 (Haute-Saône : −1,4 %, France hors Mayotte : +2,11 %).
| 1793  | 1800  | 1806  | 1821  | 1831  | 1836  | 1841  | 1846  | 1851  |
| ----- | ----- | ----- | ----- | ----- | ----- | ----- | ----- | ----- |
| 1 137 | 1 285 | 1 064 | 1 139 | 1 330 | 1 278 | 1 198 | 1 176 | 1 192 |

| 1856  | 1861  | 1866  | 1872 | 1876 | 1881 | 1886 | 1891 | 1896 |
| ----- | ----- | ----- | ---- | ---- | ---- | ---- | ---- | ---- |
| 1 062 | 1 045 | 1 075 | 997  | 982  | 898  | 847  | 829  | 768  |

| 1901 | 1906 | 1911 | 1921 | 1926 | 1931 | 1936 | 1946 | 1954 |
| ---- | ---- | ---- | ---- | ---- | ---- | ---- | ---- | ---- |
| 759  | 772  | 728  | 553  | 551  | 546  | 508  | 503  | 482  |

| 1962 | 1968 | 1975 | 1982 | 1990 | 1999 | 2006 | 2008 | 2013 |
| ---- | ---- | ---- | ---- | ---- | ---- | ---- | ---- | ---- |
| 482  | 514  | 576  | 630  | 686  | 672  | 809  | 847  | 896  |

| 2018 | 2022 | - | - | - | - | - | - | - |
| ---- | ---- | - | - | - | - | - | - | - |
| 887  | 875  | - | - | - | - | - | - | - |

### Enseignement
La commune dépend de l'académie de Besançon.
Le bourg possède une école maternelle et primaire avec un accueil périscolaire. Les collèges et lycées les plus proches sont situés à Vesoul.

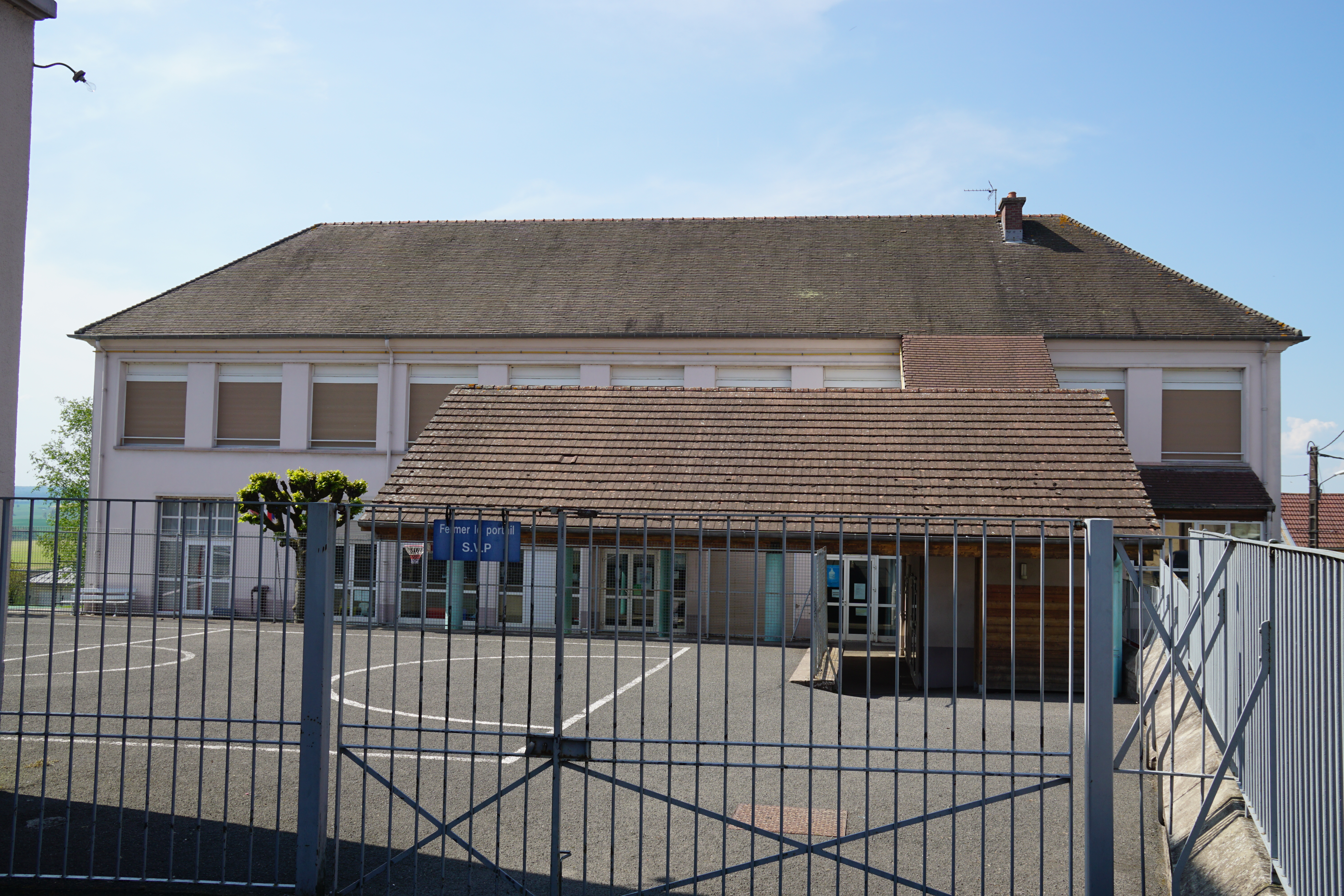
L’école.
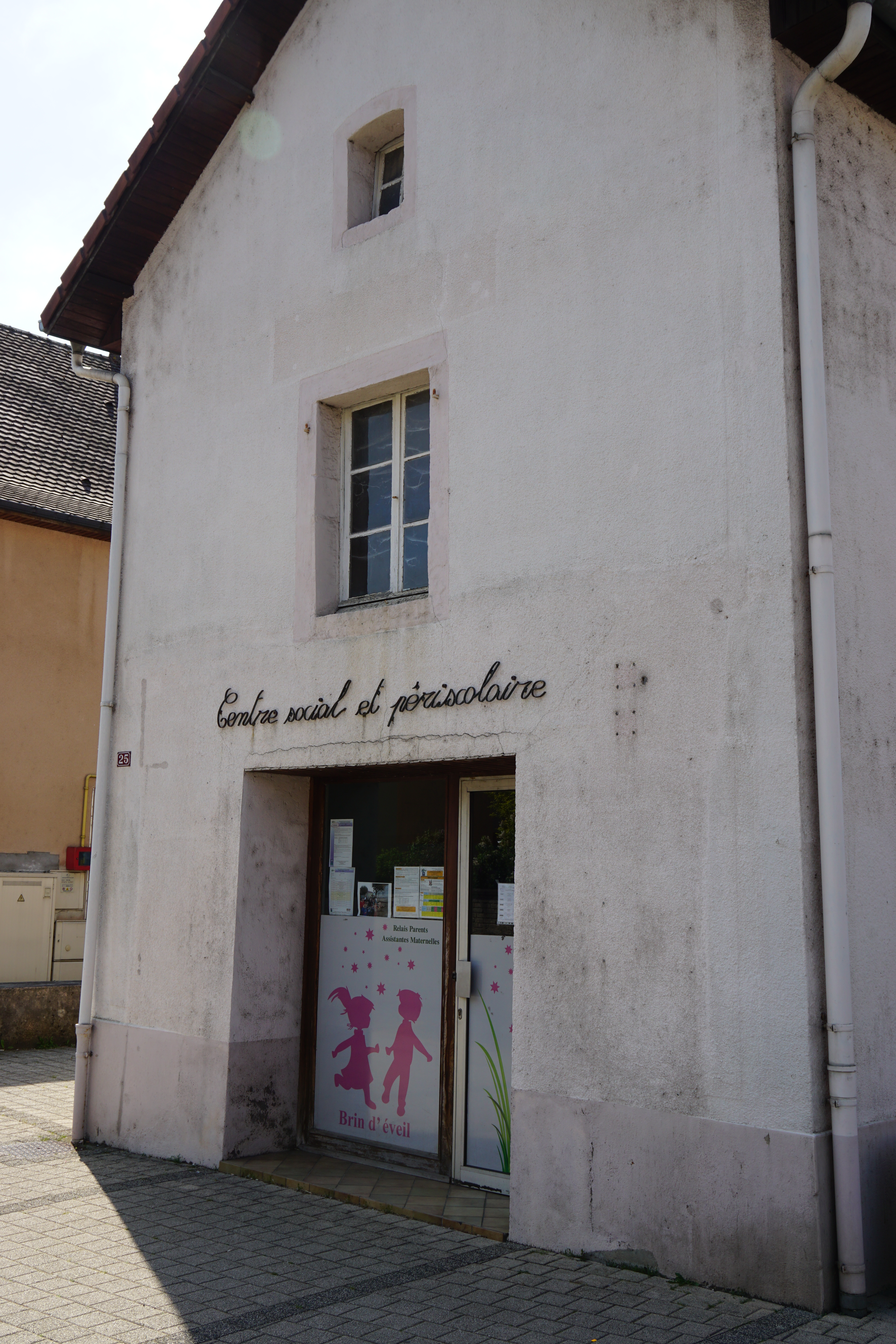
Pôle périscolaire.

### Santé

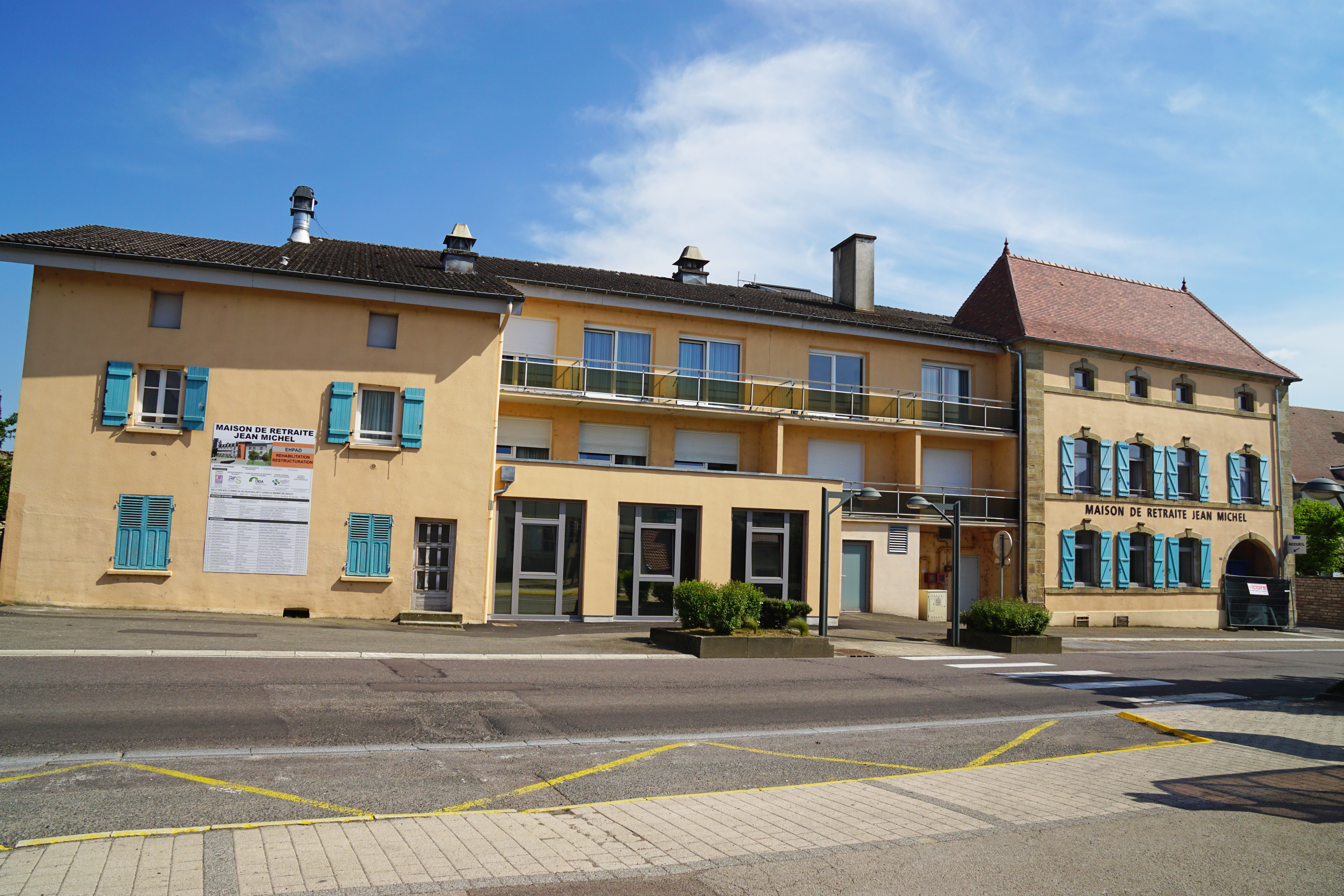
La maison de retraite.

Les services hospitaliers sont assurés par le centre hospitalier de Vesoul, principal site du Groupe hospitalier de la Haute-Saône.
Un Établissement d'hébergement pour personnes âgées dépendantes (EHPAD), la maison de retraite Jean Michel est situé dans le centre-ville. Saulx accueille également plusieurs professionnels de la santé : infirmiers, kinésithérapeutes, médecins généralistes, orthophoniste, ostéopathe, un psychologue et une pharmacie.

### Services et équipements publics
Les services publics comprennent une bibliothèque, un bureau de poste et une caserne de pompiers.
Les autres services publics sont disponibles à Vesoul, où l'on trouve notamment les services sociaux locaux du Conseil départemental et une de ses antennes techniques routières, Pôle emploi, EDF, les services fiscaux et cadastraux, une brigade territoriale de gendarmerie et un tribunal d'instance.

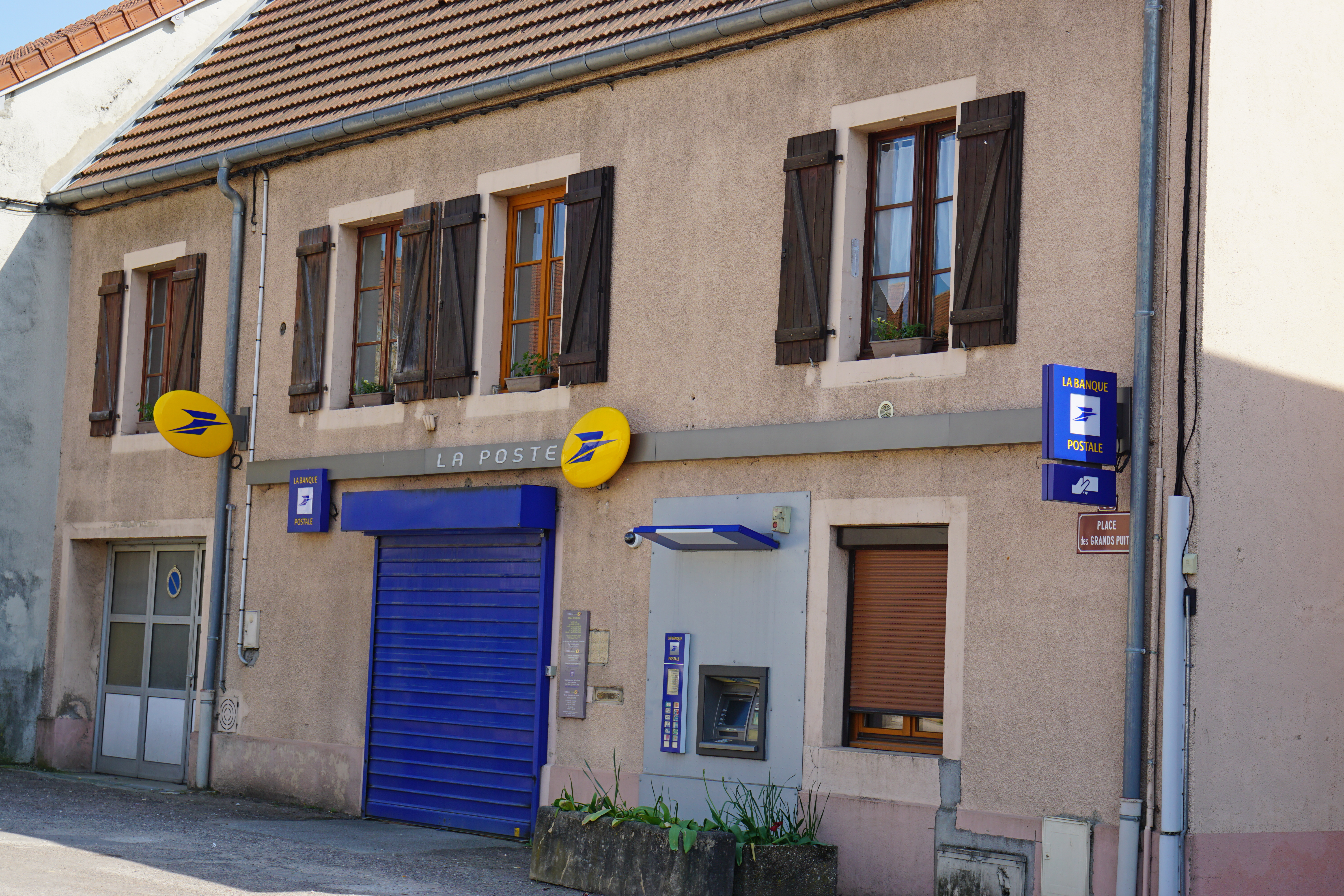
Le bureau de poste.
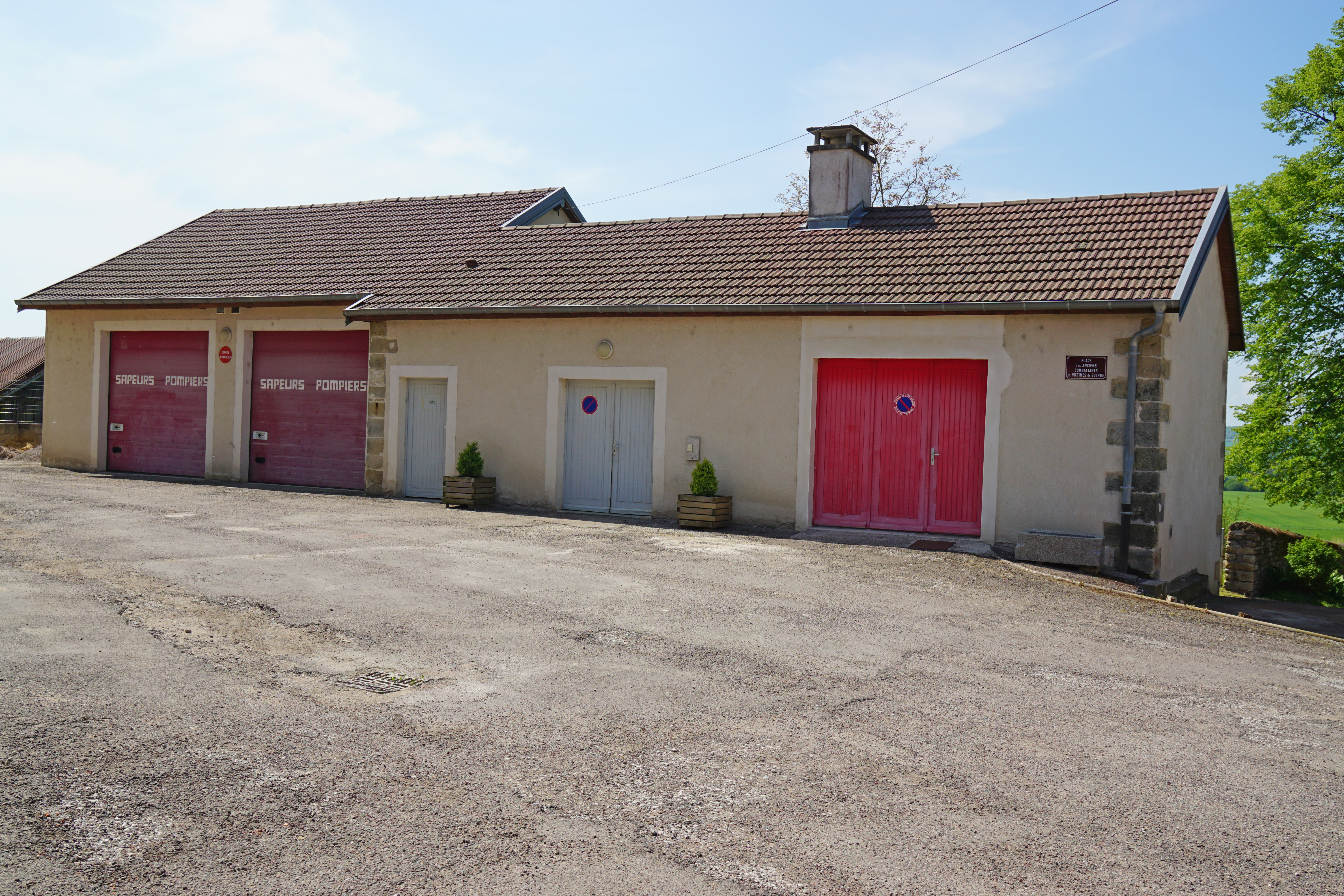
La caserne des pompiers.

### Instances administratives et judiciaires
La commune de Saulx dépend du tribunal de grande instance de Vesoul, du tribunal d'instance de Lure, du tribunal de commerce de Vesoul, du tribunal paritaire des baux ruraux de Lure, du tribunal des affaires de Sécurité sociale du Territoire de Belfort, du conseil de prud'hommes de Lure et de la cour d'assises de Vesoul. De plus, le bourg est dépendant du tribunal administratif et de la cour d'appel de Besançon ainsi que de la cour administrative d'appel de Nancy,.

### Sports

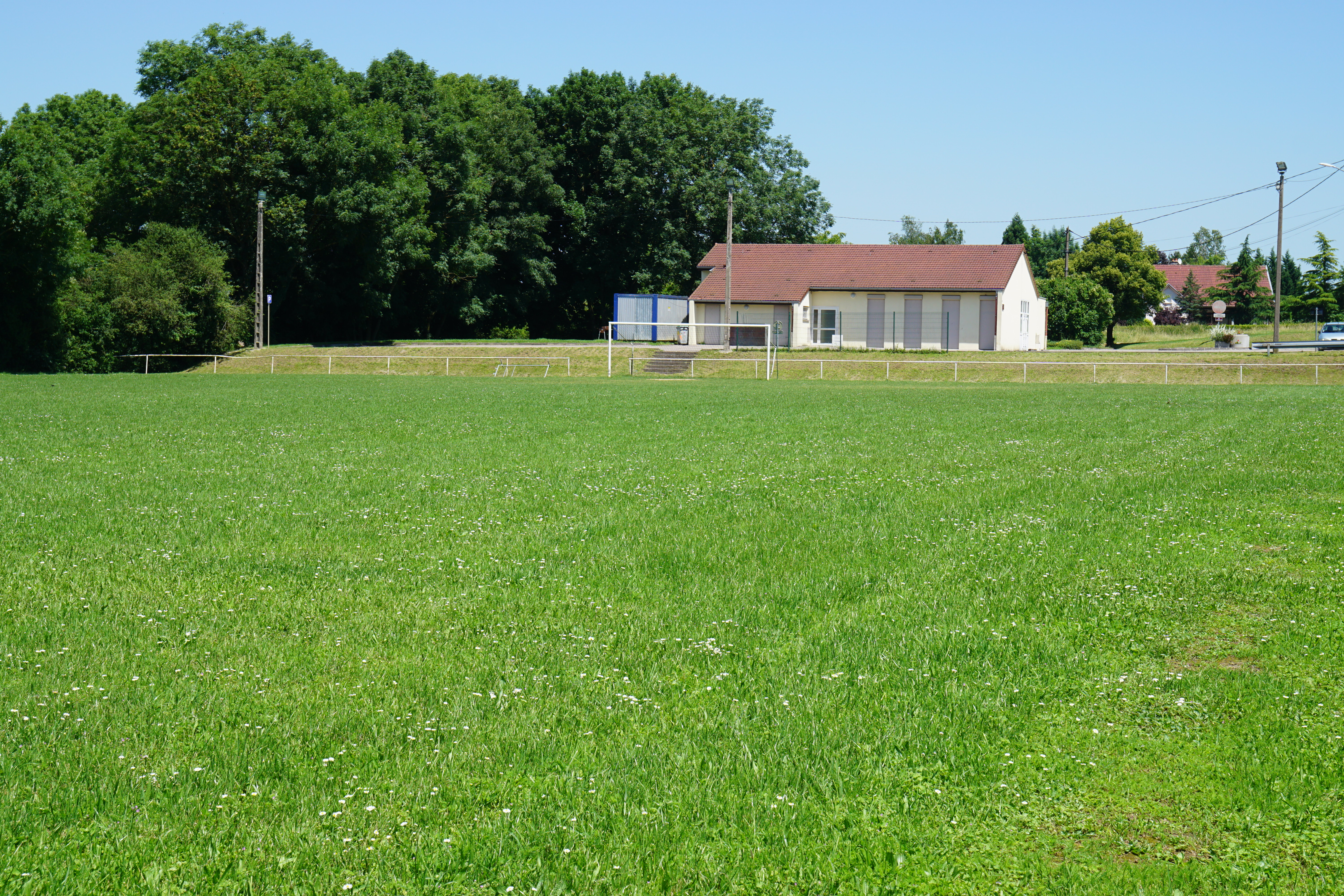
L'ancien stade de football et la salle polyvalente.

La commune dispose d'un terrains de football, d'une boucle de randonnée, d'un court de tennis, d'un terrain de volley-ball, d'un terrain de basket-ball, d'un terrain de pétanque et d'une salle polyvalente.
La commune compte une association sportive de tennis de table "La Sauterelle de Saulx" comptabilisant une douzaine de licenciés pour 2 équipes évoluant en division Régionale 3 et Départementale 4.

### Médias
La presse écrite est représentée par le quotidien régional L'Est républicain ainsi que par le journal hebdomadaire Les Affiches de la Haute-Saône. La ville est couverte par les programmes de France 3 Franche-Comté.

### Cultes
Saulx est le chef-lieu de l'unité pastorale Saint-Martin de Saulx-Colombier, faisant partie du doyenné des Plateaux de Vesoul, qui dépend de l'archidiocèse de Besançon. La commune dispose d'une église catholique consacrée à saint Martin.

## Économie

### Revenus de la population et fiscalité
En 2016, la commune compte 317 foyers fiscaux. Le revenu fiscal médian par ménage était alors de 19 469 € légèrement en dessous de la moyenne départementale de 19 747 €.

### Emploi
En 2016, la population âgée de 15 à 64 ans s'élevait à 525 personnes, parmi lesquelles on comptait 72,8 % d'actifs dont 63,4 % ayant un emploi et 9,4 % de chômeurs contre 10,4 % en 2011.
On comptait 212 emplois dans la zone d'emploi, chiffre en progression à la baisse depuis 2011. Le nombre d'actifs ayant un emploi résidant dans la zone d'emploi étant de 335, l'indicateur de concentration d'emploi est de 63,2.
Le taux d'activité parmi les 15 ans ou plus a atteint 51,7 % en 2016.

### Entreprises et secteurs d'activité
L’économie de Saulx est liée aux villes de Vesoul et Luxeuil-les-Bains. L'activité communale est essentiellement orientée vers l'agriculture en particulier l'élevage bovin pour la production de lait de vache et de viande.
Au 31 décembre 2015, Saulx comptait 89 établissements dont 4 dans l'agriculture, 5 dans l'industrie, 13 dans la construction, 41 dans le commerce-transports-services divers et 26 relatifs au secteur administratif. En 2018, quatre entreprises ont été créées à Saulx dont trois sous le régime auto-entrepreneur.

## Culture et patrimoine

### Patrimoine religieux
Une chapelle consacrée à saint Urbain est construit en 1100. Elle est donnée à l'abbaye de Luxeuil en 1215 par Renard de Choiseul, seigneur de Faucogney, pour établir un prieuré. Cette chapelle fini par tomber en ruine avant d'être démolie en 1766. Une croix est édifiée à son emplacement.
L'ancienne église Saint-Martin est construite au début du XIIe siècle. Le clocher est construit en 1760. L'ensemble, délabré au début du XIXe siècle est reconstruit de 1860 à 1885 dans un style néo-gothique par l’architecte de Lure (Haute-Saône) référant en ce style, Jean-Baptiste Colard mais aussi par Félix Grandmougin de Luxeuil. Dans le clocher, trois cloches fondues en 1877 par l'entreprise Paintandre de Vitry-le-François. Le clocher comtois est remplacé par un clocher tour de style Renaissance par soucie d'économie. Ce clocher est rénové en 2000 puis tout le reste de l'édifice en 2016.

L'église Saint-Martin.
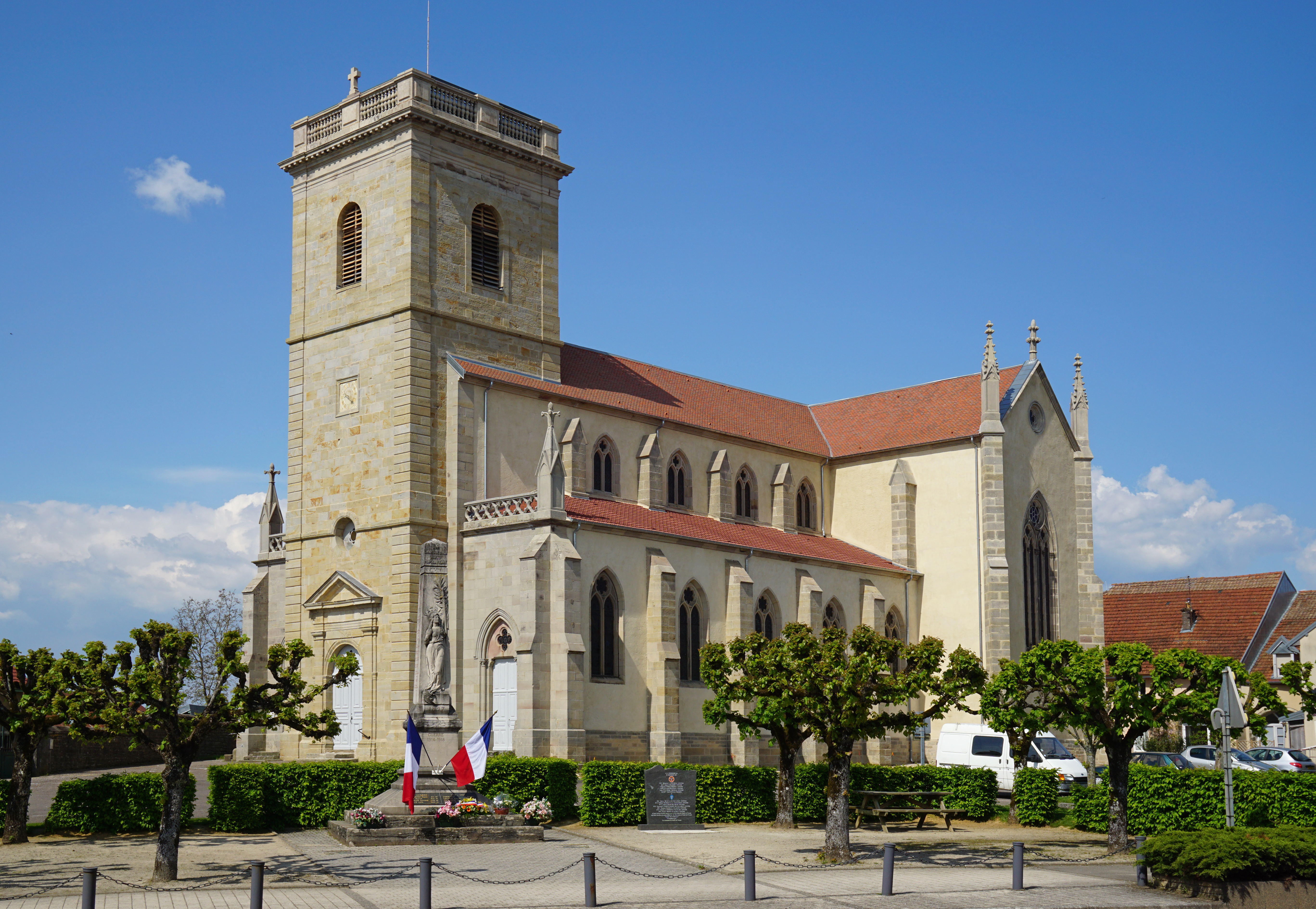
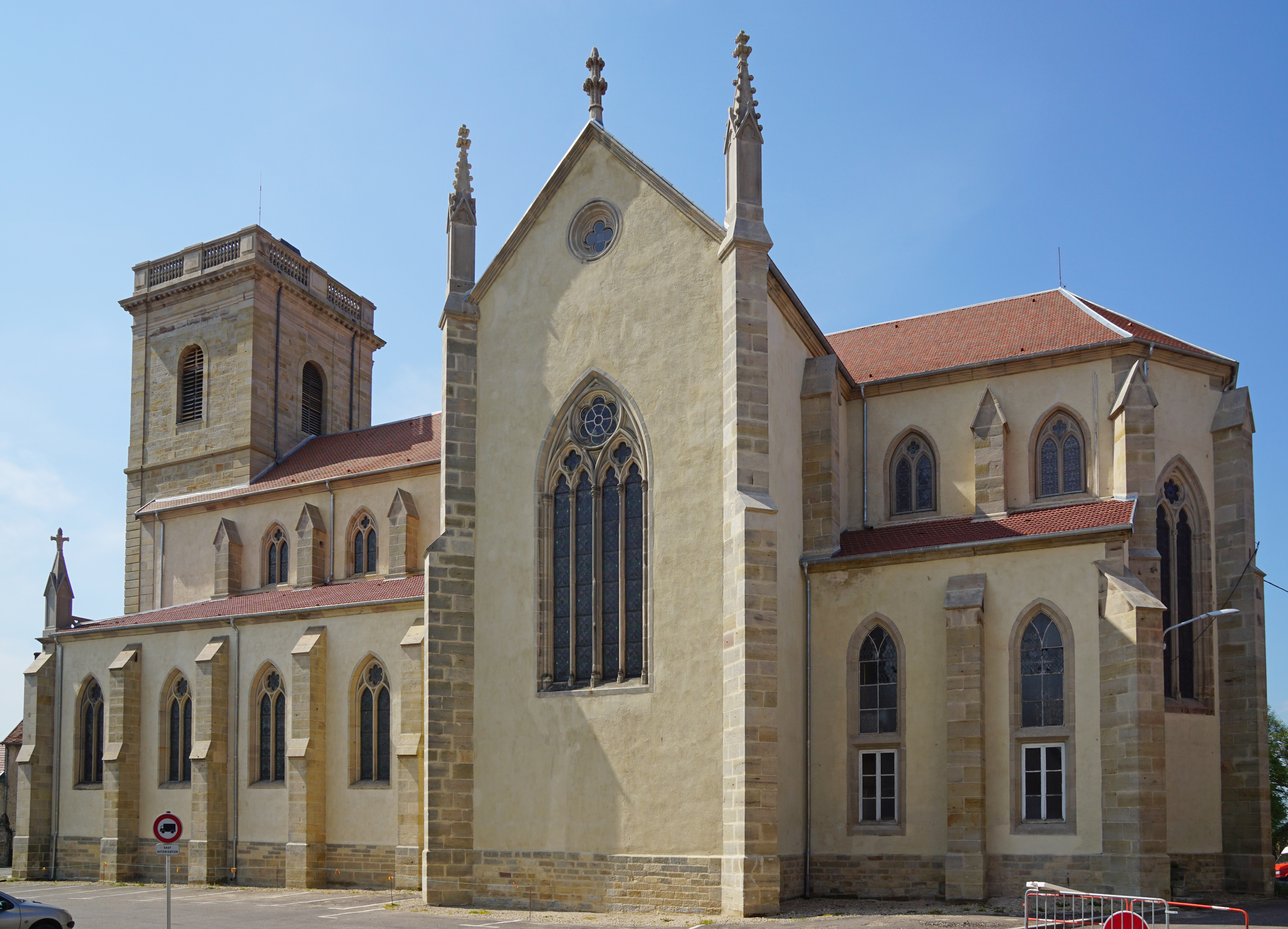

### Autres monuments
Le monument aux morts et une stèle commémorative de la Libération par les troupes américaines sont installés devant l'église.

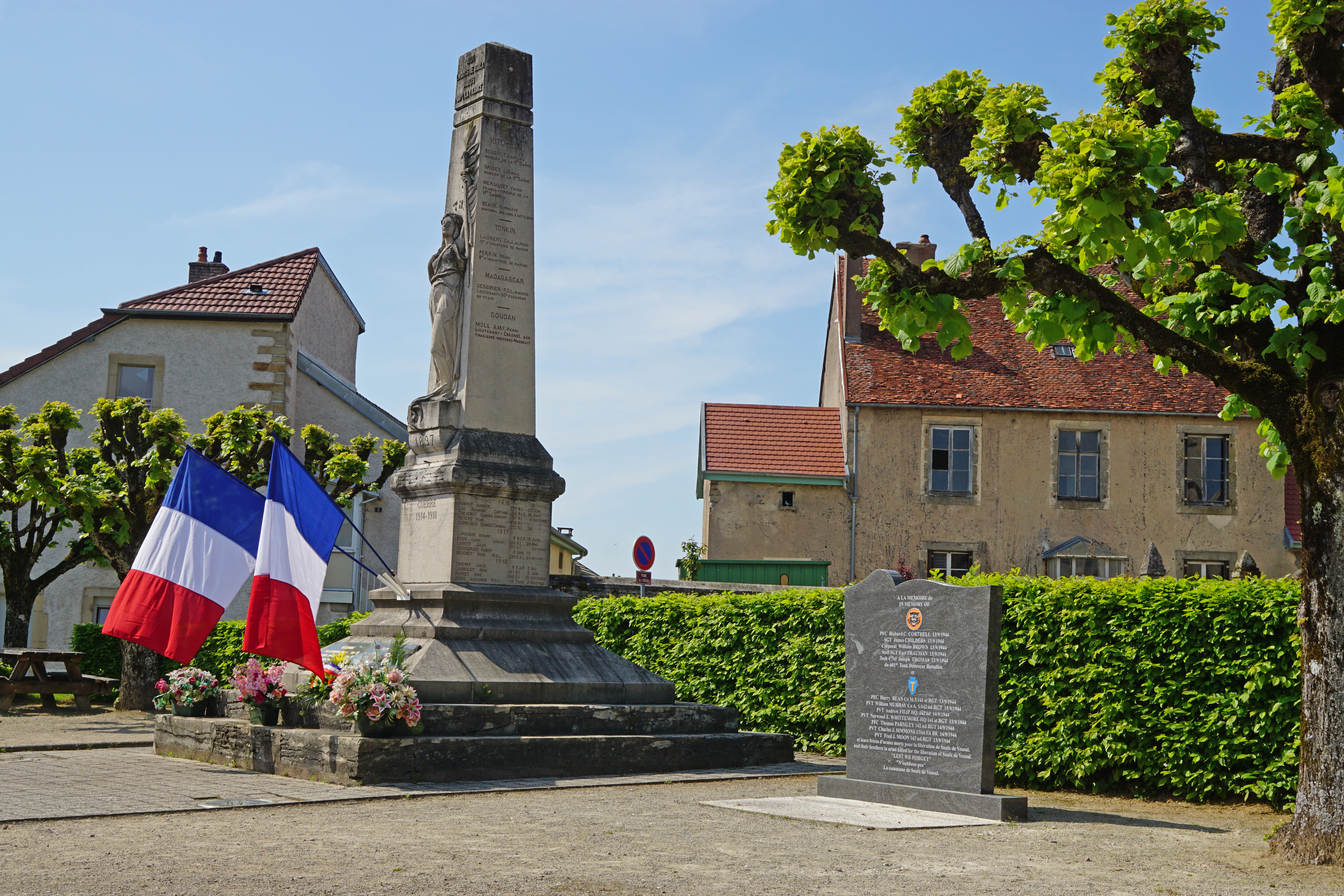
Le monument et la stèle.
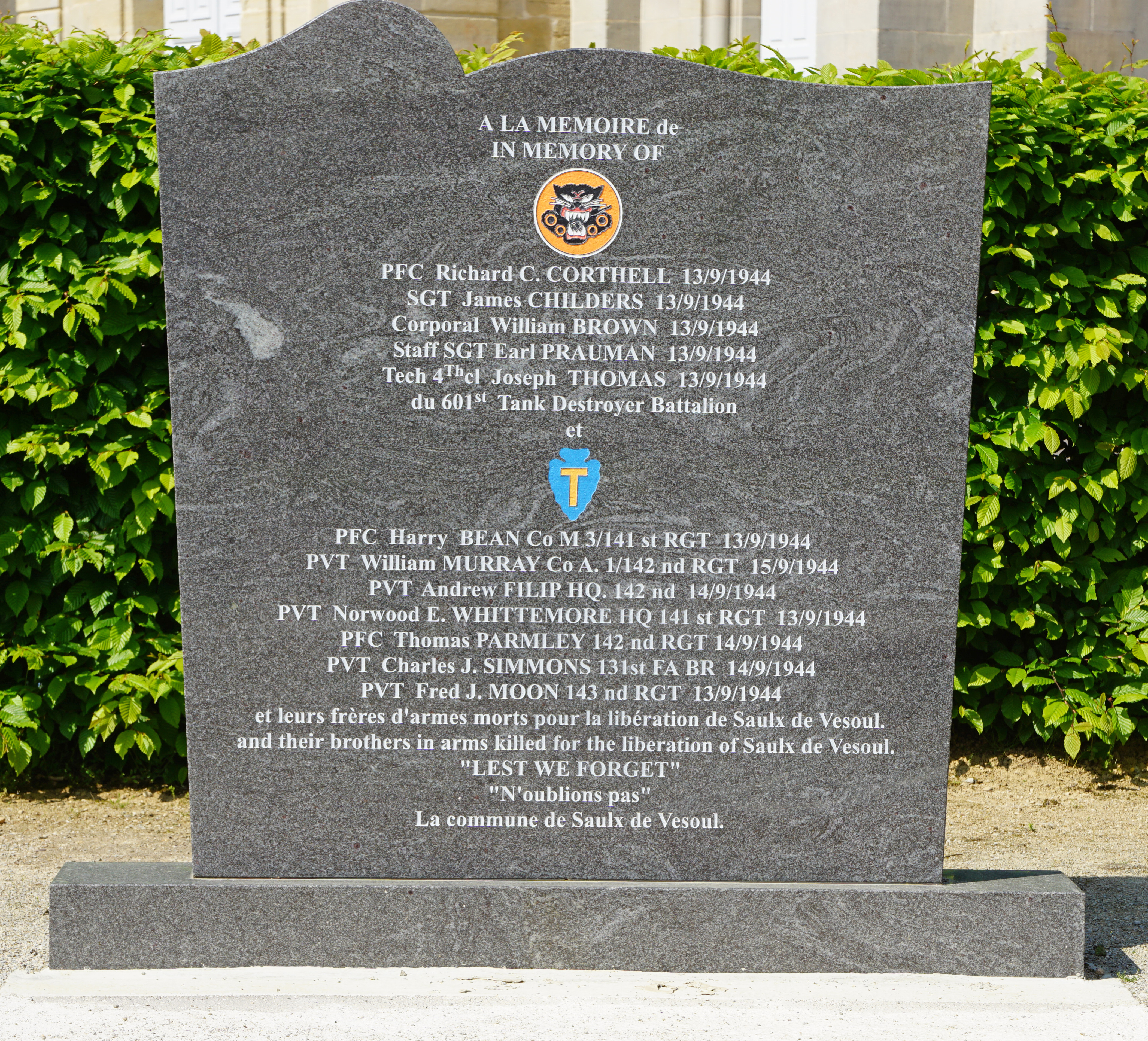
Détail de la stèle.

Onze puits citernes communaux caractéristiques ont été rénovés en 2000.

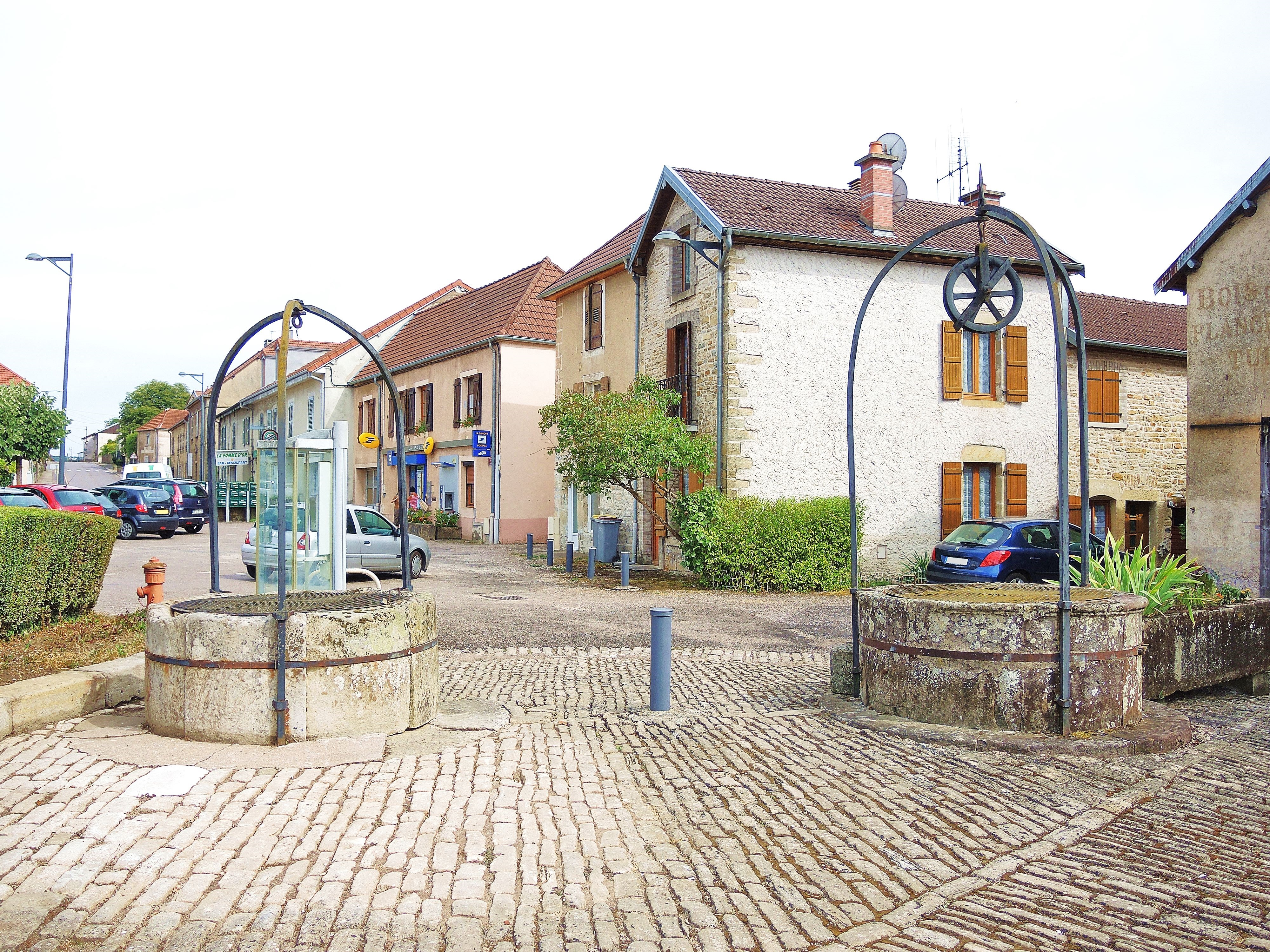
Puits sur la place centrale.
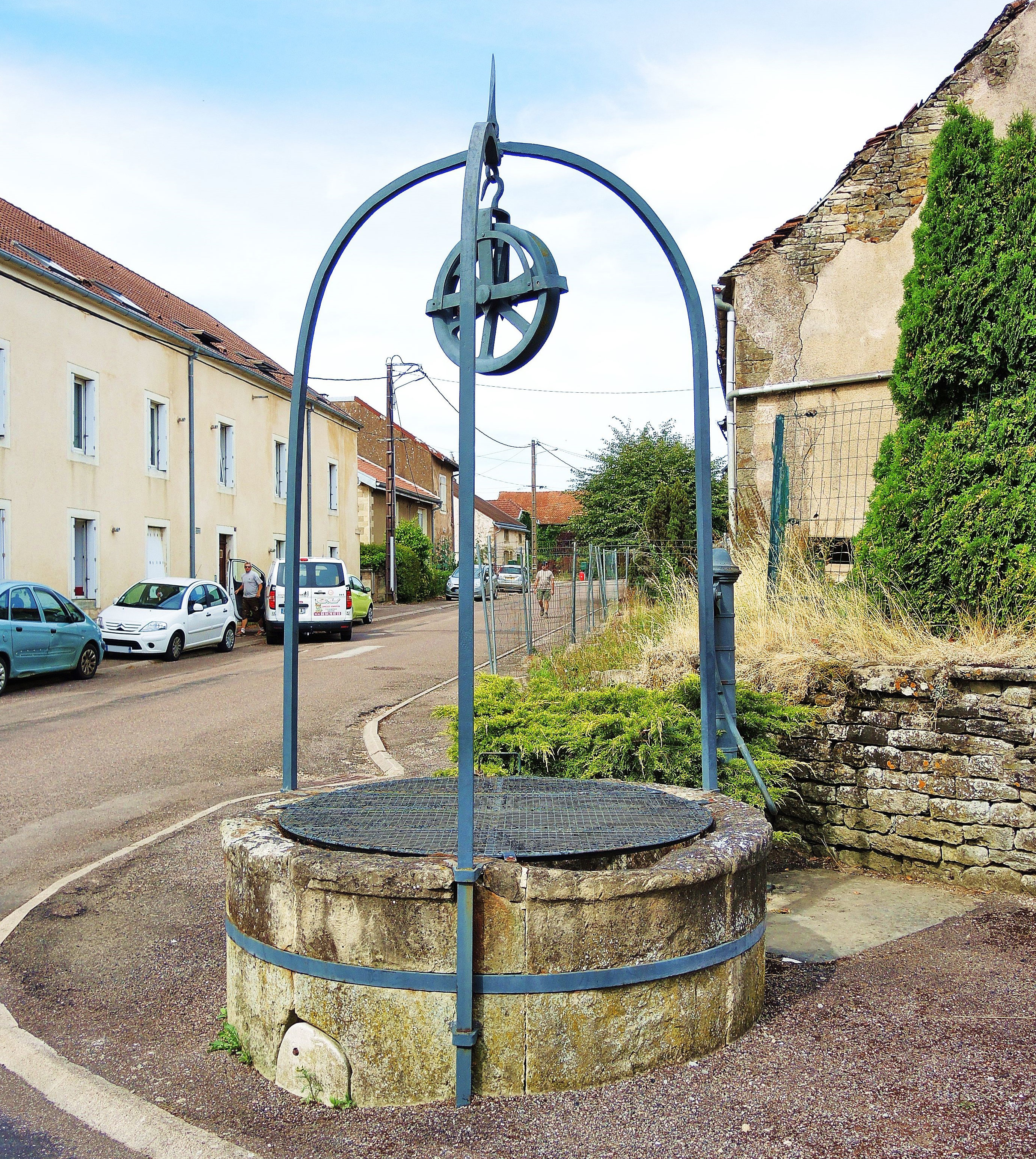
Puits de la Charrière.
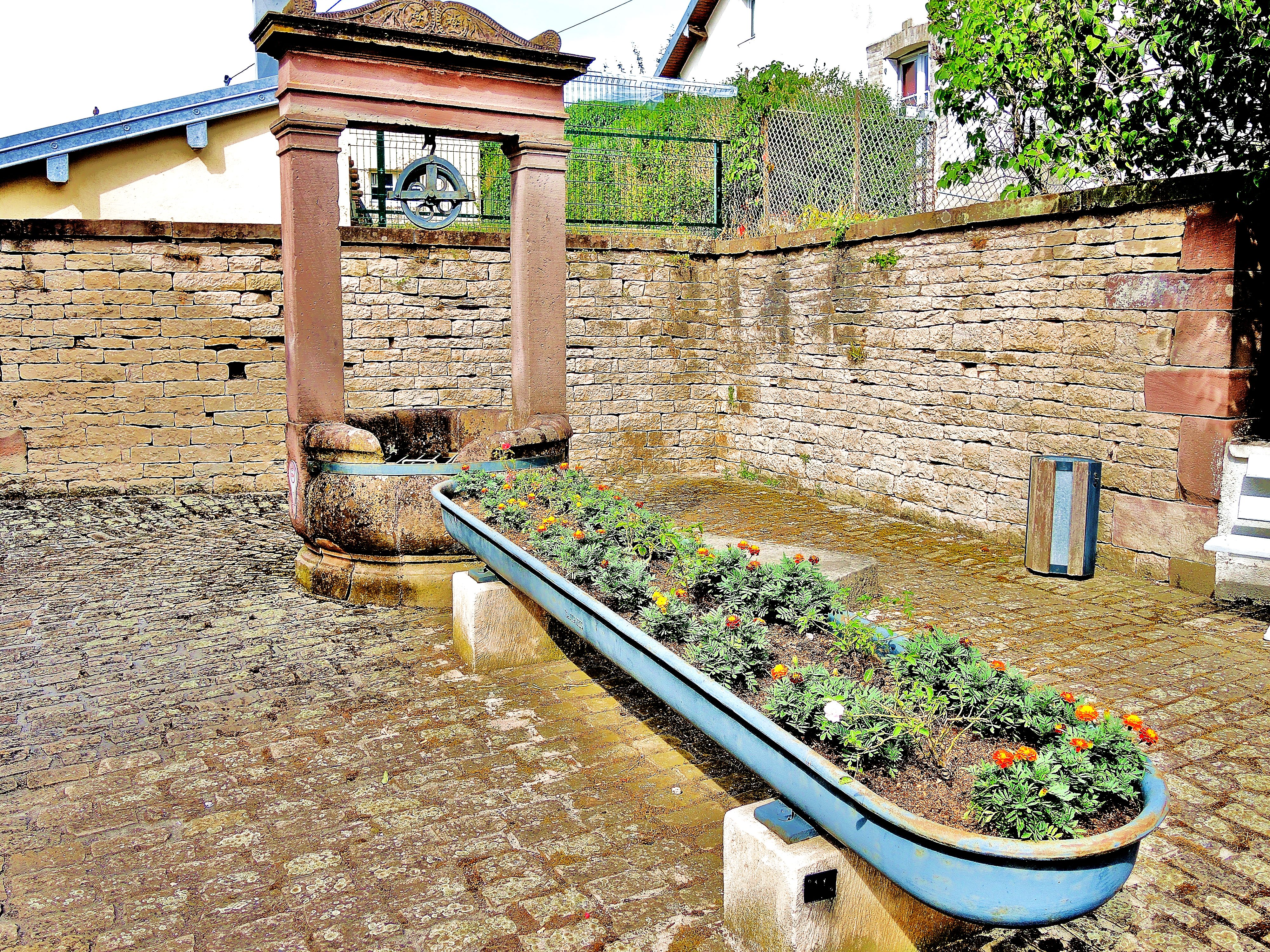
Puits de la Grande Rue.

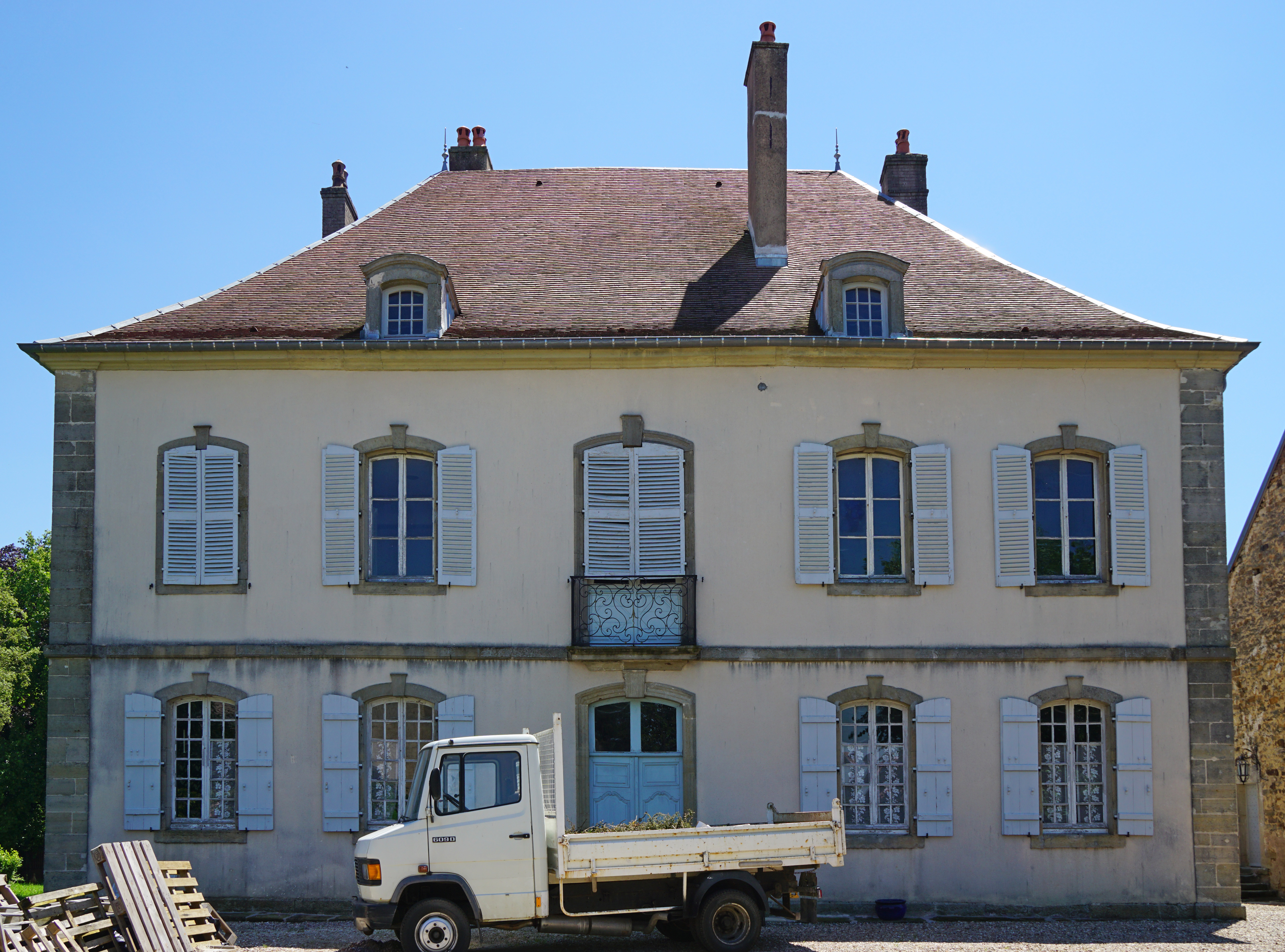
Le château.

Le château de Saulx du XVIIIe ayant conservé son intérieur d'époque, ses communs du XVIIe et son magnifique colombier rond. Il est classé au titre des monuments historiques en 1991.

### Sites naturels

ZNIEFF de Saulx et des communes limitrophes.

Une zone naturelle d'intérêt écologique, faunistique et floristique (ZNIEFF), la plaine du Durgeon, est recensée sur la commune.
Cet affluent de la Saône long de 42 km prend sa source sur le plateau triasique de Genevrey. Au niveau de Saulx, le sol peu perméable et le terrain accidenté favorise les inondations et la division du cours d'eau en plusieurs ruisseaux lui donnant une végétation typique possédant une valeur écologique. Des espèces rares et vulnérables de Franche-Comté sont présentes en quantité comme brome en grappe, le vulpin de Rendle et l'Œnanthe fistuleuse. Les niveaux plus élevés sont occupés par des prés mésophiles utilisée pour l'élevage bovin, bordée de haies et de bosquets favorables à l'avifaune dont certaines espèces sont sur la liste liste rouge des espèces menacées en Franche-Comté dont la Pie-grièche grise et le Busard Saint-Martin mais aussi le Courlis cendré, la Chevêche d'Athéna, le Milan royal, le Tarier des prés et le Vanneau huppé. Les zones humides sont préservés par le Schéma Directeur
d'Aménagement et de Gestion des Eaux.

### Personnalités liées à la commune

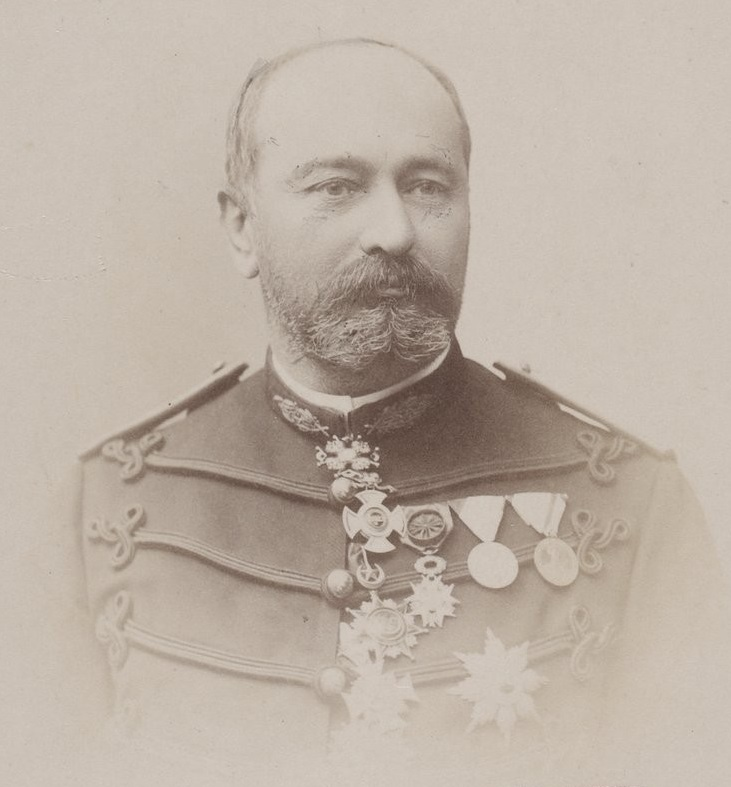
Jean-Baptiste Feuvrier.

- Alexandre Marie Frédéric Henry Moll dit Henri Moll (1871-1910) : explorateur, lieutenant-colonel de l'armée coloniale et ancien élève du collège de Vitry-le-François mort au Tchad.
- Jean-Baptiste Feuvrier dit Joannes (1842-1926) : médecin militaire, écrivain, né et mort à Saulx. Ancien médecin de Nicolas 1er de Monténégro et du chah de Perse, Nasseredin Shah. Il a publié de nombreux travaux scientifiques et littéraires, dont en 1877 Grammaire de la langue serbo-croate et en 1900 Trois ans à la cour du chah de Perse (ouvrage couronné par l'Académie française, première éd. en 1900, second éd. en 1906).
- Eugène Secrétan : industriel, né à Saulx en 1836. Il a notamment créé la Société des métaux.
- Jean Michel dit Eugène (1819-1883) : professeur de médecine opératoire, maire, conseiller général, né et mort à Saulx. Il lègue à la commune son bâtiment XVIIIe siècle pour en faire une maison de retraite qui porte désormais son nom.
- Claude-Étienne Robert (1770-1848) : médecin en chef des hôpitaux de Vesoul, maire de Saulx, mort sur la commune dans son château[B 2].

## Héraldique
|  | Les armes de la commune se blasonnent ainsi : d’azur au lion naissant d’or. |